# 電子捕獲型検出器

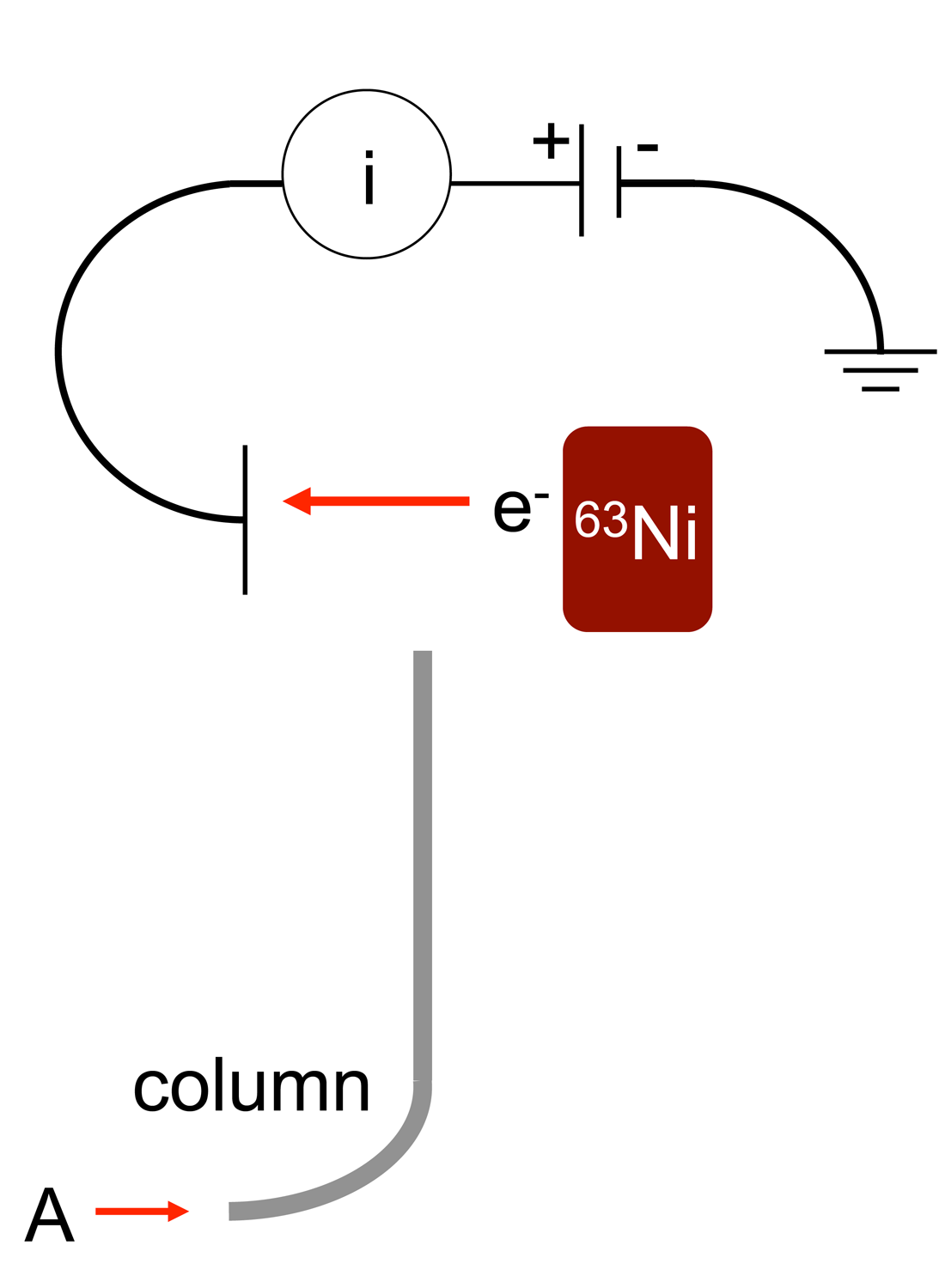
^{63}Niを組み込んだ電子捕獲型検出器の概略図.

電子捕獲型検出器（でんしほかくがたけんしゅつき、英: Electron Capture Detector、略称：ECD）とは、ガスクロマトグラフィーで用いられ、有機ハロゲン化合物、ニトロ化合物、アルキル水銀などの親電子性の物質を選択的に高感度で検出できる検出器のこと。

## 構成・原理
電子捕獲型検出器は、陽極（ガス入口）、陰極（ガス出口）、放射線源（63Ni）から構成され、通常は密閉構造となっている。
放射線源のベータ崩壊によってベータ線（電子線）が生じる。ベータ線が不活性のキャリアガス（窒素など）と衝突して熱電子を生じ、弱い電圧をかけた両極間に微少電流が流れる。ここに電気陰性度の大きな原子を含む親電子性物質（有機ハロゲン化合物、ニトロ化合物など）がキャリアガスとともに入ってくると、自由電子を捕獲する性質のあるために熱電子が捕獲され、陰イオンを生成する。生成した陰イオンは先に生じたキャリアガスの陽イオンと再結合するため、イオン電流が減少する。この減少量を測定することで、親電子性物質を選択的に検出できる。

## 特徴
- ハロゲン、リンなどの電気陰性度の大きな原子を含む化合物、ニトロ化合物、アルキル水銀に対してきわめて高感度で、絶対量として10pgまたはそれ以下の検出も可能である。有機ハロゲン化合物は農薬、PCB、トリハロメタン類などをはじめとする環境汚染物質となるものが多い。
- 設置する際は文部科学省に届け出て、放射性同位元素の取り扱い許可を受けなければならない。
- ベータ線源のかわりに適切なガス雰囲気で放電を利用する、放射線源を用いないECDも開発されている。
- 炭化水素類には、ほとんど応答しない。
- ダイナミックレンジはそれほど大きくない。